# Грибановский, Дмитрий Иванович
Дмитрий Иванович Грибановский (1933, Королевство Югославия ― Рим, Италия) - деятель Русского зарубежья, журналист, издатель, композитор, регент церковных хоров, участник Русского апостолата.

## Биография
Родился в семье русских эмигрантов, приходился племянником митрополиту Анастасию (Грибановскому) Первоирарху РПЦЗ.
После прихода к власти Иосипа Броз Тито - переехал в ФРГ, где был секретарем митрополита Анастасия.
Перешёл в католичество, был активным прихожанином русского католического храма византийского обряда в честь св. Николая на Рентген штрассе в Мюнхене.
С 1952 года - ответственный редактор газеты «Русская идея» в Мюнхене, был сотрудником священника иезуита Феофила Горачека, участвовал в его издательских проектах.
Переехал в Рим, член прихода русской католической церкви византийского обряда в честь пр. Антония Великого в Риме. Руководил здесь церковным хором.
Секретарь Комитета помощи русским беженцам.
Известен, как композитор светской музыки, его произведения звучат в Риме в музыкальных театрах.